# Le Grizzli
Le Grizzli is een Disk'O Coaster van attractiebouwer Zamperla in het Franse attractiepark Nigloland.
De attractie bestaat uit een baan met een lengte van 92 meter, die omhoog gaat aan de uiteinden en met in het midden een heuvel. Daarop zit een schijf die al draaiend aan een maximale snelheid van 70 km/u heen en weer gaat, en brengt de bezoekers aan de uiteinden tot een hoogte van 15 meter.
De attractie staat opgesteld aan de rand van het park. Achter de attractie bevinden zich bomen. De attractie is gethematiseerd in een grizzlybeer en past daarom in de omgeving.